# 旧县街道 (桐庐县)
旧县街道，中国浙江省西北部桐庐县下辖的一个街道。街道办事处驻旧县村。辖区总面积33.5平方公里，总人口8639人。

## 行政区划
现辖：
旧县村、西武山村、母岭村、鸿儒村和合岭村。